# Jerzy Gabryelski
Jerzy Gabryelski (né le 30 octobre 1906 à Lemberg - mort le 3 février 1978 à New York) est un réalisateur polonais.

## Filmographie
- 1933 : Buty. Symfonia wojny - réalisateur
- 1938 : Florian - directeur artistique
- 1939 : Czarne diamenty - réalisateur